# TTIPleaks
TTIPleaks bezeichnet die vom damaligen Aktivisten Jan van Aken geleakten und von der Organisation Greenpeace am 2. Mai 2016 veröffentlichten Dokumente zu den laufenden Vertragsverhandlungen des geplanten Transatlantischen Freihandelsabkommens (TTIP) zwischen der Europäischen Union und den Vereinigten Staaten. Es handelt sich um ein 248 Seiten umfassendes Dokument. Zum Schutz der Quelle wurden sie nicht als Faksimile, sondern als eine Abschrift veröffentlicht. Die Abschrift wurde dem Norddeutschen Rundfunk (NDR) und der Süddeutschen Zeitung zugespielt und von diesen verifiziert. Greenpeace gibt an, dass ihnen das Dokument im Original vorliegt.

## Inhalt
Die von Greenpeace veröffentlichte Fassung beinhaltet 13 Kapitel. Der Text entspricht dem Stand vor Beginn der 13. Verhandlungsrunde, die am Freitag, den 29. April abgeschlossen wurde. Die Kapitel sind überschrieben.
| Kapitel (englischer Originalwortlaut)                     | Kapitel (deutsche Übersetzung)                           | ab Seite |
| --------------------------------------------------------- | -------------------------------------------------------- | -------- |
| National Treatment and Market Access for Goods            | Inländerbehandlung und Marktzutritt für Güter            | 1        |
| Agriculture                                               | Landwirtschaft                                           | 17       |
| Cross-Border Trade in Services                            | Grenzhandel                                              | 35       |
| Electronic Communications / Telecommunications            | elektronische Kommunikation, Telekommunikation           | 47       |
| Government Procurement                                    | staatliches Beschaffungswesen                            | 64       |
| Government Procurement II                                 | staatliches Beschaffungswesen (Teil II)                  | 98       |
| Consolidated Proposed Customs and Trade Facilitation Text | konsolidierte, geplante Zölle und Handelserleichterungen | 102      |
| Regulatory Cooperation                                    | regulatorische Zusammenarbeit                            | 125      |
| Technical Barriers to Trade                               | technische Hürden beim Handel                            | 141      |
| Sanitary and Phytosanitary Measures                       | hygienische und pflanzenschutzrechtliche Maßnahmen       | 157      |
| Competition                                               | Wettbewerb                                               | 184      |
| Small and Medium Sized Enterprise                         | kleine und mittlere Unternehmen                          | 189      |
| State-owned Enterprise                                    | öffentliches Unternehmen                                 | 196      |
| Dispute Settlement                                        | Streitschlichtung                                        | 210      |
| Note – Tactical State of Play of the Negotiations         | Anmerkung – taktisches Spielgeschehen der Verhandlungen  | 224      |

## Aktionen zur Veröffentlichung
In der Nacht zum 2. Mai 2016 projizierte Greenpeace Ausschnitte aus den Geheimdokumenten an das Reichstagsgebäude in Berlin. Im Rahmen der Re:publica 2016 wurde ein vollverglaster Container als „TTIP-Leseraum“ vor dem Brandenburger Tor von Greenpeace öffentlich eingerichtet.

## Folgen der Enthüllungen
Nach einer repräsentativen Umfrage von „gut eintausend“ Bürgern durch ARD-Deutschlandtrend kurz nach den Veröffentlichungen äußerten 79 Prozent der Befragten Zweifel am Erhalt des Verbraucherschutzes und Besorgnis über die Geheimniskrämerei während der Verhandlungen. Kurz nach der Veröffentlichung äußerte der französische Staatspräsident François Hollande, er werde ein Freihandelsabkommen „im derzeitigen Zustand“ ablehnen. Alle 28 Mitgliedstaaten der Europäischen Union und das Europäische Parlament müssen dem Abkommen zustimmen.

## Outing als Hinweisgeber
Mitte Januar 2025 bekannte sich Jan van Aken, früherer Greenpeace-Mitarbeiter und inzwischen Co-Vorsitzender der Linken, dazu, die TTIP-Dokumente als Whistleblower an Greenpeace durchgestochen zu haben. Die Tat sei inzwischen verjährt.